# 奧帕里普西
50°8′8″N 25°13′59″E / 50.13556°N 25.23306°E
奧帕里普西（烏克蘭語：Опарипси），是烏克蘭西北部的村莊，隸屬里夫內州的杜布諾區。該村始建於1545年，面積1.37平方公里，海拔高度218米，2001年人口799，人口密度每平方公里584.5人。